# Here’s What You Could Have Won
Here’s What You Could Have Won (englisch für Hier ist, was du hättest gewinnen können) ist das zweite Studioalbum der englischen Rockband Kid Kapichi. Es erschien am 23. September 2022 über Spinefarm Records.

## Entstehung
Für ihr im Februar 2021 veröffentlichtes Debütalbum This Time Next Year konnte die Band wegen der COVID-19-Pandemie lediglich ein Dutzend Konzerte spielen. Daher entschlossen sich die Musiker, ein neues Album zu schreiben. Dabei halfen die Erfahrungen vom ersten Album der Band. Die Demoaufnahmen für das zweite Album hätten besser geklungen als das Debüt. Laut Sänger Jack Wilson hätte sich das Album quasi von selbst geschrieben. Das Album wurde von der Band produziert. Dom Craik von der Band Nothing but Thieves trat als Co-Produzent auf. 
Häufig wurde der Gesang von den Demoaufnahmen für das Album verwendet. Als Gastmusiker ist Bob Vylan bei dem Lied New England zu hören. Die Texte wurde laut dem Gitarristen Ben Beetham erst kurz vor dem Abgabetermin geschrieben, damit die Themen relevant bleiben. Im Juni 2022 wurde die Band vom finnischen Plattenlabel Spinefarm unter Vertrag genommen. Musikvideos wurden für die Lieder Party at No. 10, New England, Rob the Supermarket, 5 Days On (2 Days Off), I.N.V.U. und Smash the Gaff gedreht. In letzterem ist der irische Schauspieler Francis Magee zu sehen.
Rund um die Veröffentlichung des Albums spielt Kid Kapichi zwischen dem 22. und 29. September 2022 in den Städten Kingston upon Hull, Bristol, Leeds, Nottingham und Southampton Konzerte in Plattenläden sowie am 23. September 2022 eine Release-Show in Bexhill-on-Sea.

## Hintergrund
Laut Sänger Jack Wilson summiert der Albumtitel das Gefühl einer „verpassten Chance“ auf. Der Titel schaut auf das Vereinigte Königreich und die Entscheidungen, die getroffen wurden und welche Auswirkungen sie auf die Menschen hatten. Gitarrist Ben Beetham ergänzte, dass es sich nicht um ein Konzeptalbum handelt, auch wenn die Titel durchgehende Themen behandeln wie Rassismus, Armut trotz Arbeit, Psychische Gesundheit, Gewalt, Frustration und die überwältigende Liebe zur Ehrlichkeit und Humor.
Das Lied New England befasst sich mit Politikverdrossenheit und dem Brexit. Jack Wilsons Text zielt auf „blinde“ Patrioten, während der Text des Gastsängers Bob Vylan sich mit Rassismus und Fremdenfeindlichkeit befasst. Laut Wilson hätte die Oberschicht einen Weg gefunden, die Arbeiterklasse gegen sich selbst aufzuhetzen. Die Gesellschaft würde die gleichen Fehler wiederholen, vielleicht aus Ignoranz oder aus sturem Trotz. Rob the Supermarket stellt die Frage, was moralisch korrekt ist in Zeiten, in denen die Lebenshaltungskosten durch die Decke gehen während der Bedarf an Lebensmitteltafeln auf einem Allzeithoch ist. Sänger Jack Wilson bezeichnete es als verrückt, das ein Lied mit diesem Titel im Radio gespielt wird.
5 Days On (2 Days Off) ist eine Hommage an die Fans der Band, die unter der Woche hart arbeiten und am Wochenende ihre freie Zeit und Geld dafür verwenden, um auf Konzerte zu gehen. In dem Lied I.N.V.U. macht sich die Band über Menschen lustig, die über die Sozialen Medien ihren übertriebenen Lebensstil darstellen. Sänger Jack Wilson stellt dabei die Frage, was diese Leute von ihm wollen und er sie beneiden soll. Party at No. 10 ist eine Polemik auf die Partygate-Affäre, die zum Sturz des britischen Ministerpräsidenten Boris Johnson führte. Wegen der COVID-19-Pandemie hatte Johnson die Bevölkerung zur Zurückhaltung bei privaten Treffen eingeschworen. Angehörige seiner Partei feierten dennoch Partys, teilweise sogar in Johnsons Amtssitz in der 10 Downing Street.

## Rezeption

### Rezensionen
Jonathan Schütz vom deutschen Magazin Visions schrieb, dass Here’s What You Could Have Won „frisch wie lange keine Gitarrenplatte mehr aus Großbritannien, die nicht dem (Post-)Punk zuzuordnen ist wirkt“. Für „Fans von krachendem Alternative Rock und Sozialkritik“ könnte Kid Kapichi zur „neuen Lieblingsband“ werden. Schütz vergab zehn von zwölf Punkten. Katie Bird vom Onlinemagazin Distorted Sound schrieb von einem „superben Album“, dessen „knurrender Punkton und Energie brilliant wären“. Der „wahre Gewinner“ wären aber die Texte, die gleichzeitig „herzzerbrechend, wütend und sarkastisch sind“. Bird vergab acht von zehn Punkten. Colleen Kanowsky vom Onlinemagazin Ghost Cult schrieb, dass man bei genauerem Hinhören zu den ehrlichen und nachvollziehbaren Texten davon überzeugt wird, länger dem Album zu hören bis man unfreiwillig zu den einprägsamen Beats tanzt. Kanowsky vergab sieben von zehn Punkten.

### Chartplatzierungen
Mit Here’s What You Could Have Won gelang Kid Kapichi der erste Charteinstieg der Karriere.
| ChartsChartplatzierungen     | Höchstplatzierung | Wochen |
| ---------------------------- | ----------------- | ------ |
| Vereinigtes Königreich (OCC) | 38 (1 Wo.)        | 1      |